# Crash and Burn
Crash and Burn är en av Savage Gardens största hits, utgiven 2000. Den finns på CD:n Affirmation som släpptes 1999.
I videon som belönades med mängder av priser, försöker Hayes hitta ett sätt att kommunicera med andra genom en glasruta som kan symbolisera ensamhet. För att bryta ensamheten mimar han inte i den sista refrängen, utan visar texten med händerna på det internationella teckenspråket.

## Listplaceringar
| Årslitor (2000)               | Position |
| ----------------------------- | -------- |
| Amerikanska Billboard Hot 100 | 78       |

| Lista (2000)   | Position |
| -------------- | -------- |
| Australien     | 16       |
| Nya Zeeland    | 19       |
| Schweiz        | 77       |
| Storbritannien | 14       |
| Sverige        | 28       |

### Fotnoter
1. ↑  ”Crash Burn” (på engelska). Amazon.co.uk. http://www.amazon.co.uk/Crash-Burn-Savage-Garden/dp/B00004TKCP/ref=sr_1_4?s=music&ie=UTF8&qid=1327139463&sr=1-4. Läst 30 juli 2017.
2. ↑  ”Billboard Top 100 - 2000”. Arkiverad från originalet den 4 mars 2009. https://web.archive.org/web/20090304120640/http://longboredsurfer.com/charts.php?year=2000. Läst 31 augusti 2010.
3. ↑  ”Listplacering”. http://australian-charts.com/showitem.asp?interpret=Savage+Garden&titel=Crash+And+Burn&cat=s. Läst 24 februari 2012.
4. ↑  ”Listplacering”. Arkiverad från originalet den 2 november 2012. https://web.archive.org/web/20121102100111/http://charts.org.nz/showitem.asp?interpret=Savage+Garden&titel=Crash+And+Burn&cat=s. Läst 24 februari 2012.
5. ↑  ”Listplacering”. http://hitparade.ch/showitem.asp?interpret=Savage+Garden&titel=Crash+And+Burn&cat=s. Läst 24 februari 2012.
6. ↑  ”Listplacering”. Arkiverad från originalet den 21 juli 2012. https://archive.is/20120721133709/http://www.chartstats.com/release.php?release=27855. Läst 24 februari 2012.
7. ↑  ”Listplacering”. http://swedishcharts.com/showitem.asp?interpret=Savage+Garden&titel=Crash+And+Burn&cat=s. Läst 24 februari 2012.